# Benning Wentworth
Benning Wentworth (1696-1770) était un colon de la Nouvelle-Angleterre qui fut lieutenant gouverneur de la Province du New Hampshire entre 1741 et 1766, en succédant à son père, qui l'avait été entre 1717 et 1730.
Le New Hampshire lance peu après son arrivée, en 1749, une politique d'annexion des territoires situés au nord dans le futur État du Vermont. Afin d'éviter d'être accusé de favoriser la spéculation, il demandait des preuves que les habitants étaient des cultivateurs, sous la forme de versements en Indian Corn à Portsmouth à Noël de chaque année, à hauteur de un shilling pour 100 acres.
Pendant la guerre de Sept Ans, malgré les protestations de George Clinton, gouverneur new-yorkais, il fait bâtir le Fort Wentworth, à la jonction de la Rivière Ammonoosuc supérieure et du fleuve Connecticut, près de l'actuelle Northumberland, New Hampshire, par des soldats du colonel Joseph Blanchard et Robert Rogers.